# Новостройка (Калининградская область)
Новостро́йка (до 1938 года — Грюнвайтшен, нем. Grünweitschen, до 1946 года — Грюнвайден, нем. Grünweiden, до 2015 года — Новостроевка) — посёлок в Гусевском городском округе Калининградской области.

## История
В 1938 году Грюнвайтшен был переименован в Грюнвайден.
В 1946 году Грюнвайден был переименован в посёлок Новостроевка.
В 2014 году проведён опрос населения по вопросу о переименовании «посёлок Новостроевка» в «посёлок Новостройка».
В 2015 году переименован в «посёлок Новостройка»

## Население
| 2002 | 2010 |
| ---- | ---- |
| 181  | ↘142 |